# Dominique Vandamme

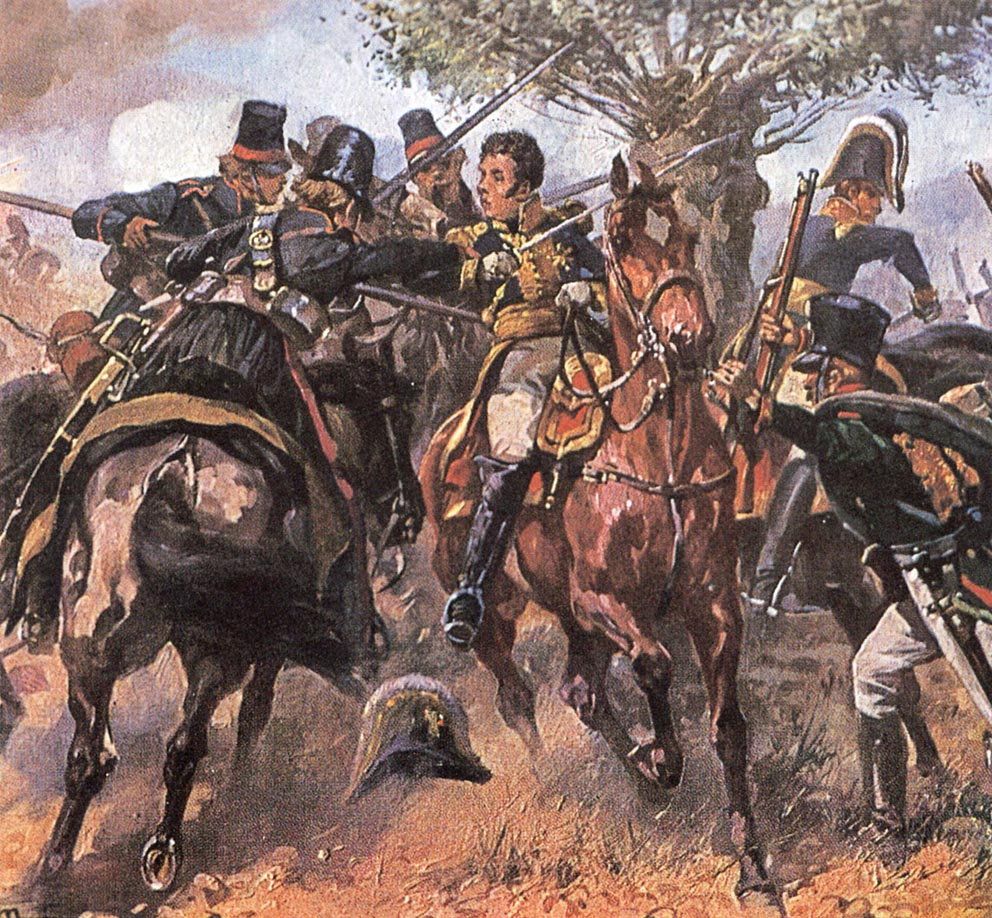
Pojmanie generała Vandamme’a przez Rosjan w bitwie pod Kulm w roku 1813

Dominique-Joseph René Vandamme, hrabia d’Unsebourg (ur. 5 listopada 1770 w Cassel, zm. 15 lipca 1830 tamże) – generał armii napoleońskiej, znany z niesubordynacji, porywczości i skłonności do rabunków na podbitych terenach.
Napoleon Bonaparte miał powiedzieć o nim: „Gdybym miał dwóch takich jak ty, jedynym rozwiązaniem byłoby nakazanie jednemu z was powiesić drugiego”. Miał również scharakteryzować Vandamme’a mówiąc, że gdyby przyszło mu prowadzić walkę przeciw Lucyferowi w piekle, posłałby Vandamme’a jako dowódcę straży przedniej.

## Życiorys
W roku 1793 Vandamme służył w stopniu generała brygady. Za rabunki stanął przed sądem wojennym i został zdymisjonowany. Przywrócony do służby, brał udział w bitwie pod Stockach 25 marca 1799 roku, ale po konflikcie z generałem Moreau powierzono mu funkcję w okupowanych Niderlandach. Pod Austerlitz dowodził jedną z kolumn atakujących płaskowyż Pratzen.
Jako dowódca dywizji wirtemberskiej dowodził w pruskiej kampanii Napoleona (1806–1807) oblężeniem śląskich miast i twierdz Głogów, Wrocław, Srebrna Góra, Kłodzko i Nysa. Wsławił się pokonaniem ponad 50-tysięcznej armii pruskiej zgromadzonej w twierdzach pruskich na Śląsku przez 12-tysięczny korpus armii francuskiej wraz z 3-tysięczną brygadą Legii Polsko-Włoskiej. Jego wyczucie podczas oblężenia twierdzy Nysa i Srebrna Góra oraz zdobycie planów twierdz przekonało samego Hieronima Bonaparte do słów uznania. Podczas wycofywania się Francuzów w 1807 roku, po podpisaniu pokoju w Tylży, nakazał zburzenie części fortyfikacji wojennych w twierdzach śląskich oraz we Wrocławiu. W kampanii przeciw Austrii w 1809 roku brał udział w bitwach pod Abensbergiem, Landshut, Eckmühl i Wagram, gdzie został ranny.
W trakcie kampanii 1813 roku dywizja Vandamme’a została w bitwie pod Kulm otoczona przez Prusaków pod wodzą Kleista i Vandamme wraz z 13 000 żołnierzy dostał się do niewoli. Postawiony przed cesarzem Rosji Aleksandrem I i oskarżony o rabunki miał odpowiedzieć: „Nie jestem łupieżcą ani rabusiem, ale gdybym nawet nim był, historia nie oskarży mnie, że mam na rękach krew ojca”. Była to oczywista aluzja do morderstwa cesarza Pawła I, którego dokonano za wiedzą i zgodą Aleksandra I.
Podczas 100 dni Napoleona Vandamme jako dowódca 3 korpusu podlegał Grouchy’emu. Naciskał na niego, by dołączył do Napoleona walczącego pod Waterloo, lecz ten kontynuował pościg za rozbitym pod Ligny 3 korpusem Prusaków. Pobił ich pod Wavre, lecz wojna była już przegrana.
W okresie restauracji Burbonów przebywał początkowo na wygnaniu w Ameryce Północnej, lecz pozwolono mu wrócić do Francji w roku 1819.